# Nancy Pelosi
Nancy Patricia D'Alesandro Pelosi (n. 26 martie 1940, Baltimore) este un politician american, membru al Partidului Democrat din SUA. Din 3 ianuarie 2019 a fost  președinte (în engleză speaker) al Camerei Reprezentanților a Statelor Unite ale Americii și a fost astfel al treilea om în stat. A fost aleasă în Congresul SUA pentru prima dată în 1987 din partea statului California, pe care îl reprezenta.
Nancy Pelosi a fost prima femeie, primul californian și primul italian american din istoria Statelor Unite care a deținut funcția de președinte al Camerei Reprezentanților. Ca atare, Pelosi a fost cea de-a treia persoană în ordinea actuală a succesiunii din Statele Unite, fiind precedată doar de vicepreședintele Kamala Harris. Nici o altă femeie în istoria politică anterioară a Statelor Unite de 230 de ani (1776 - 2006) nu a fost atât de aproape de președinția țării. 
Pelosi a fost de asemenea și Liderul Minorității⁠(d) a celor de-al 107-lea⁠(d), 108-lea⁠(d) și 109-lea Congres⁠(d) al Statelor Unite.  Din anul 1987, Nancy Pelosi a fost continuu reprezentanta celui de-al 8-lea district⁠(d) al statului California (considerat până în 1993 ca cel fiind de-al 5-lea al statului), care include cea mai mare parte a comitatului și orașului San Francisco. 

## Viață și carieră
Pelosi s-a născut din părinți de descendență italiană, fiind parte a grupului numit italieni americani, în orașul Baltimore, Maryland. Cea mai mică din cei șase copii ai familiei, Nancy Pelosi a fost de timpuriu implicată în politică.  Tatăl său, Thomas D'Alesandro, Jr.⁠(d), a fost un membru al Camerei Reprezentanților a Statelor Unite ale Americii și primar al orașului Baltimore.  Mama sa, Anunciata, s-a născut în Italia și a imigrat în Statele Unite în 1911. Thomas L. J. D'Alesandro III⁠(d), unul din cei cinci frați ai săi, a fost ca și tatăl lor, primar al orașului Baltimore între 1967 și 1971. 
Nancy Pelosi a urmat liceul catolic al Ordinului Surorilor de Notre Dame din orașul natal și apoi Trinity College, azi cunoscut sub numele de Trinity Washington University⁠(d), în Washington, D.C.. Nancy Pelosi și-a încheiat studiile în 1962. În acest timp Pelosi și-a făcut "ucenicia politică" ca voluntar al senatorului Daniel Brewster⁠(d) (Democrat de Maryland) și al viitorului Lider al majorității⁠(d) Camerei Reprezentanților, Steny Hoyer⁠(d).
L-a cunoscut pe soțul său, Paul Pelosi⁠(d), pe când studia la Trinity Washington University. După ce s-au căsătorit, cuplul s-a mutat în orașul natal al soțului său, San Francisco, unde fratele acestuia, Ron Pelosi⁠(d), era membru al consiliului de conducere al orașului (în original, the city's board of supervisors⁠(d).
Din 4 ianuarie 2007 până în 3 ianuarie 2011 a fost pentru prima dată președintă a Camerei Reprezentanților a Statelor Unite ale Americii.